# 日本战列巡洋舰列表

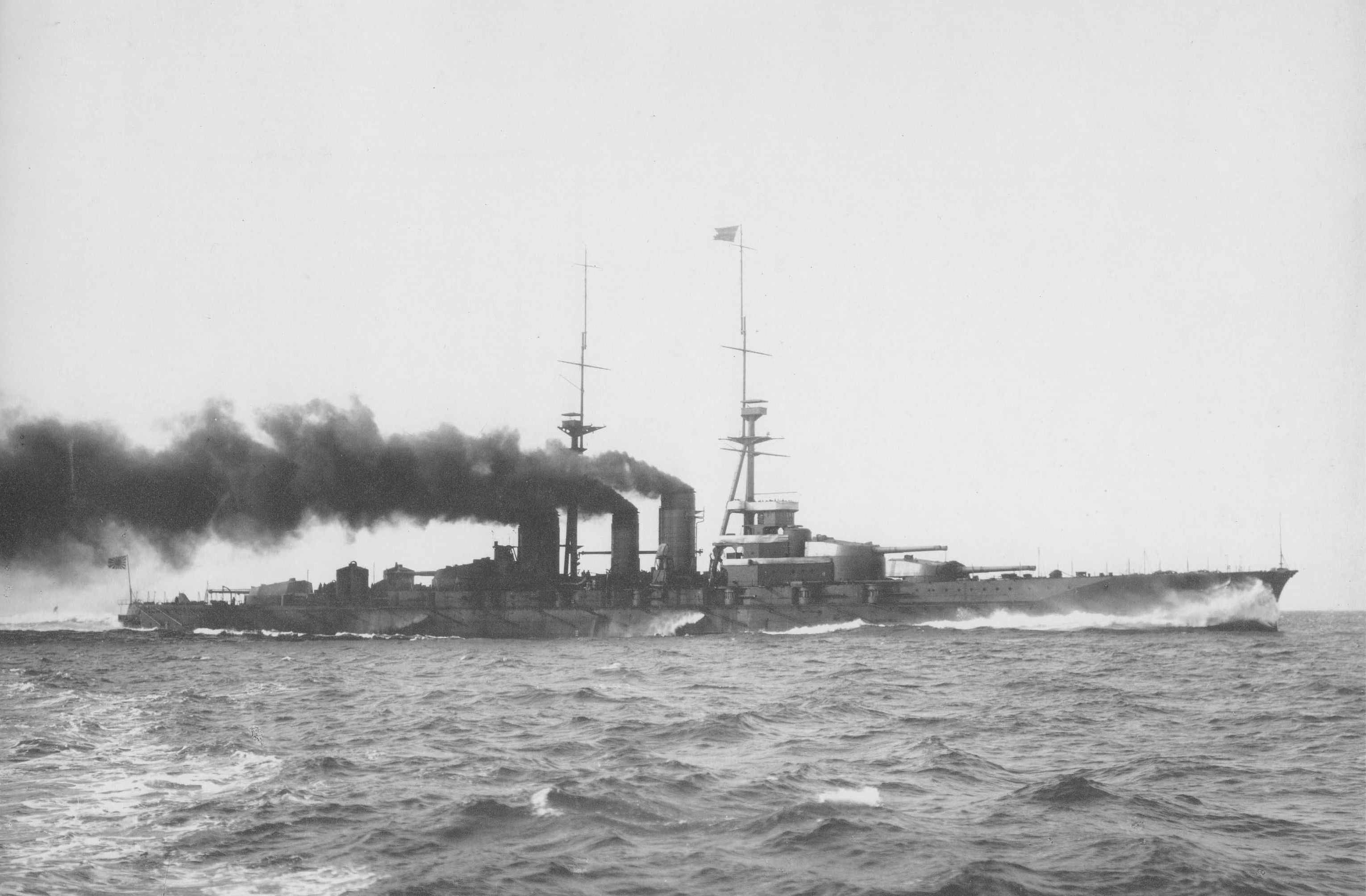
1915年1月23日正在进行海试的金刚级战列巡洋舰榛名号

日本战列巡洋舰列表包含了所有大日本帝國海军于20世纪初建造的战列巡洋舰。历史上，日本海军在20世纪第一个十年期间曾计划并建造8艘战列巡洋舰，最终建成4艘。这些战列巡洋舰都是装甲巡洋舰概念的衍生产物。在日俄战争末期的对马海峡海战中，日本海军的装甲巡洋舰成功歼灭俄羅斯帝國海軍第二太平洋舰队。在此之后，日本人立即将注意力转向另外两个在太平洋上争夺霸权地位的对手：英国和美国。日本海军的规划者们估计，在与美国海军发生的任何冲突中，日本方面都需要一支至少有美国70%实力的舰队，才有获胜的把握。为此发展出由8艘战列舰和8艘战列巡洋舰组成一条紧密战列线的八八艦隊构想。日本人设想并设计能够与重装甲的战列舰并肩作战的战列巡洋舰以抵消美军在舰只数量上的优势。这一思路与德意志帝国海军相似，而与英国皇家海军则不同。
八八舰队计划的第一阶段始于1910年，当时日本国会授权拨款建造一艘战列舰（扶桑号）和4艘金刚级战列巡洋舰。由英国船舶设计师乔治·瑟斯顿设计的金刚级战列巡洋舰，其首舰由维克斯造船和工程公司在英国建造，其余3艘则在日本建造。建成时，她们都装备有8门14英寸（356）主炮，最高航速达27.5節（31.6英里每小時；50.9每小時），是当时最先进的主力舰。第一次世界大战最激烈的时期，日本海军又订购4艘天城级战列巡洋舰。这一级战列巡洋舰计划装备10门16英寸（406）主炮，但是由于《华盛顿海军条约》限制日本、英国和美国海军的规模，她们最终都没能作为战列巡洋舰完工。第二次世界大战开战前，海军省又规划两艘战列巡洋舰（B-65级设计案），但是更紧迫的海军造舰任务和不稳定的战争局势使得这些舰只从未进入到实际建造阶段。
日本8艘战列巡洋舰（4艘金刚级和4艘天城级），最终没有一艘在第二次世界大战后幸存下来。1923年，天城号在建造中途遭遇关东大地震，舰体严重损坏，不得不拆解。而根据《华盛顿海军条约》，爱宕号和高雄号也在1924年中止建造并拆解。赤城号在1920年代被改建为航空母舰，但在1942年6月5日的中途岛海战中遭到美军舰载机轰炸而严重损毁，其后被凿沉。4艘金刚级舰只也全部在战斗中沉没。其中比叡号和雾岛号在1942年11月的瓜达尔卡纳尔海战中沉没，金刚号在1944年11月被美国潜艇击沉，榛名号于1945年7月在吴港被美军轰炸机击沉。
| 主炮     | 主炮数量和类型                                   |
| 装甲     | 装甲带厚度                                       |
| 排水量   | 作战时舰只满载排水量                             |
| 推进器   | 传动轴的数量，推进系统的类型和可以提供的最高航速 |
| 服役     | 舰只开建和结束建造的日期以及其最终结局           |
| 龙骨敷设 | 开始安放龙骨的日期                               |
| 下水日期 | 舰只下水的日期                                   |
| 交付日期 | 舰只交付使用的日期                               |
| 结局     | 舰只最终结局（例如沉没、拆解）                   |

## 金刚级

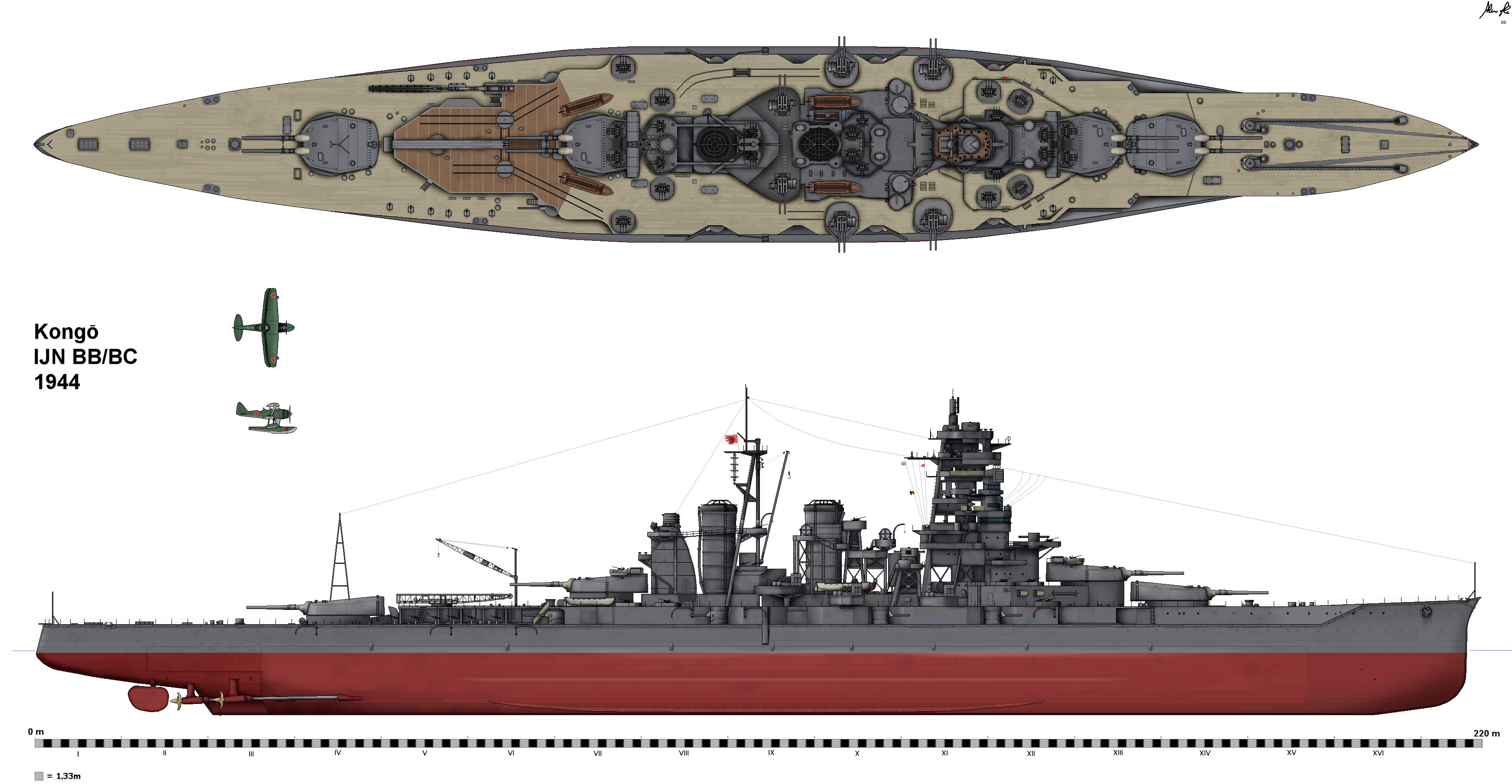
艺术家笔下的1944年的金刚号构造图

4艘金刚级舰只是日本海军订购的第一批战列巡洋舰。4舰在1910年被授权作为紧急海军扩张法案的一部分，作为对英国皇家海军建造无敌号战列巡洋舰的回应。金刚级由英国船舶设计师乔治·瑟斯顿设计，其首舰金刚号由维克斯造船和工程公司在英国建造，其余3艘在日本建造。在建成初期，这些舰只都装备有8门14英寸（356）主炮，可以以27節（50每小時；31英里每小時）的速度航行，在当时被认为“比其他所有舰只都要优秀”。金刚号1913年8月建成，比叡号于1914年8月建成，1915年4月榛名号和雾岛号同时完工。
在《华盛顿海军条约》之后，4舰在1920年代至1930年代期间都进行广泛的现代化改造，最终改装成高速战列舰。这一系列现代化改装包括装甲强化、搭载水上飞机、彻底检修轮机舱以及重新配置武器装备。随着最高航速被提升到30節（35英里每小時），以及高效的轮机输出，在二战期间4舰都十分活跃。比叡号和雾岛号与航空母舰编队参加偷袭珍珠港的行动，而金刚号和榛名号则与南方军一起攻打马来亚和新加坡。最终，比叡号和雾岛号在瓜达尔卡纳尔海战中沉没，金刚号于1944年11月21日在台湾海峡被美军海狮号潜艇以鱼雷击沉，榛名号在1945年7月28日的吴港轰炸中坐沉。
| 舰名   | 主炮                 | 装甲         | 排水量                   | 推进器 | 服役          | 服役           | 服役          | 服役                                               |
| 舰名   | 主炮                 | 装甲         | 排水量                   | 推进器 | 龙骨敷设      | 下水日期       | 交付日期      | 结局                                               |
| ------ | -------------------- | ------------ | ------------------------ | --- | ------------- | -------------- | ------------- | -------------------------------------------------- |
| 金刚号 | 8门14英寸（356）舰炮 | 8英寸（203） | 27,500長噸（27,941公噸） | 4具螺旋桨，直接传动蒸汽轮机，建成时27.5節（50.9每小時；31.6英里每小時），后期30.5節（56.5每小時；35.1英里每小時） | 1911年1月17日 | 1912年5月18日  | 1913年8月16日 | 1944年11月21日在台湾海峡被美军海狮号潜艇以鱼雷击沉 |
| 比叡号 | 8门14英寸（356）舰炮 | 8英寸（203） | 27,500長噸（27,941公噸） | 4具螺旋桨，直接传动蒸汽轮机，建成时27.5節（50.9每小時；31.6英里每小時），后期30.5節（56.5每小時；35.1英里每小時） | 1911年11月4日 | 1912年11月21日 | 1914年8月4日  | 1942年11月13日在瓜达尔卡纳尔海战中战沉             |
| 榛名号 | 8门14英寸（356）舰炮 | 8英寸（203） | 27,500長噸（27,941公噸） | 4具螺旋桨，直接传动蒸汽轮机，建成时27.5節（50.9每小時；31.6英里每小時），后期30.5節（56.5每小時；35.1英里每小時） | 1912年3月16日 | 1913年12月14日 | 1915年4月19日 | 在吴港海军基地被空袭击沉，1945年7月28日            |
| 雾岛号 | 8门14英寸（356）舰炮 | 8英寸（203） | 27,500長噸（27,941公噸） | 4具螺旋桨，直接传动蒸汽轮机，建成时27.5節（50.9每小時；31.6英里每小時），后期30.5節（56.5每小時；35.1英里每小時） | 1912年3月17日 | 1913年12月1日  | 1915年4月19日 | 1942年11月15日在瓜达尔卡纳尔海战中战沉             |

## 天城级

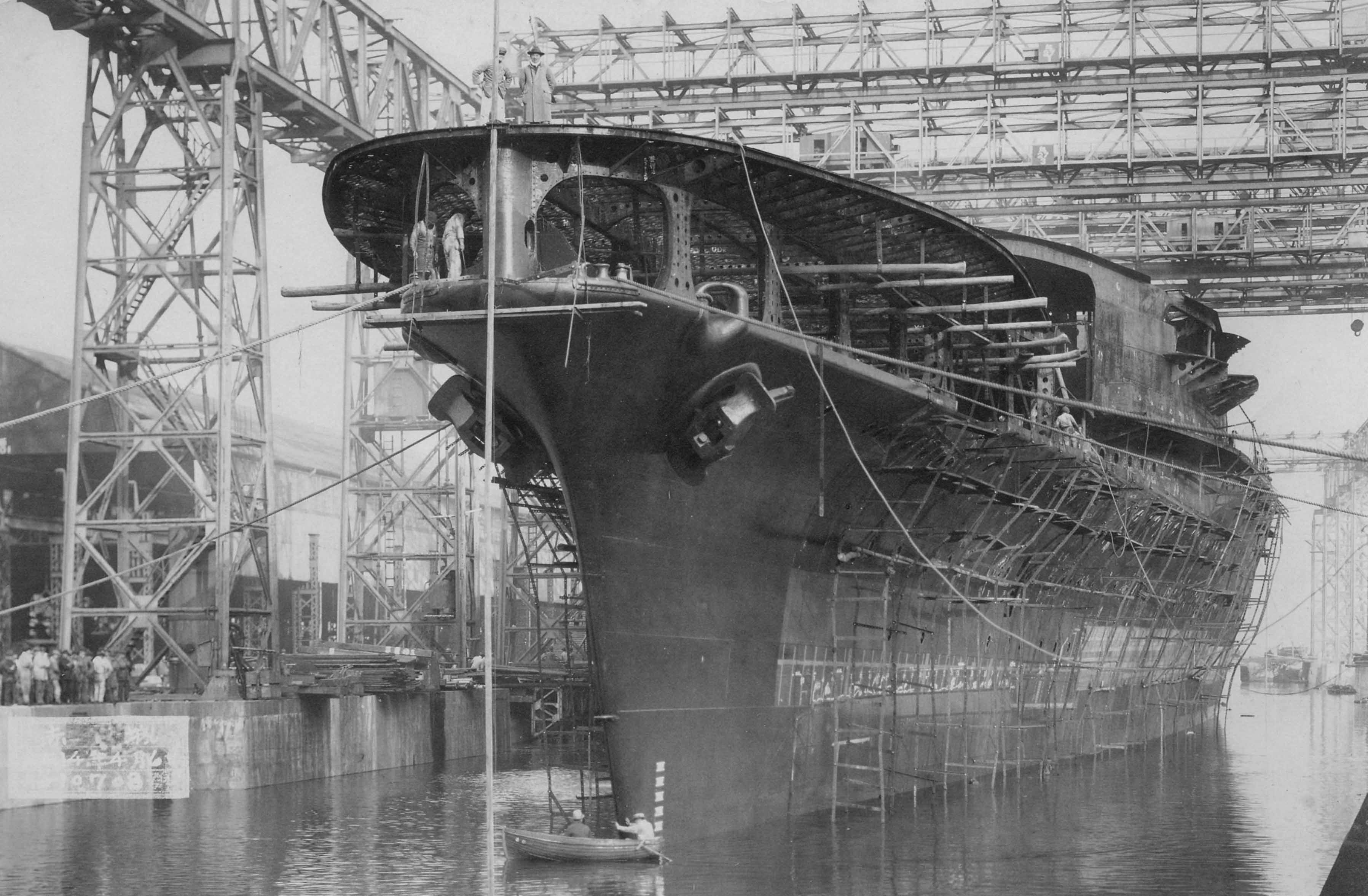
1925年4月6日以航空母舰身份下水后不久的赤城号

4艘天城级战列巡洋舰是八八舰队战列巡洋舰造舰计划的一部分。这些舰只和4艘纪伊级战列舰的订单给日本政府带来巨大的财政压力，相当于当时日本政府整整三分之一的预算。赤城号是第一艘敷设龙骨的舰只，1920年12月6日在吴海军造船厂开始建造。天城号十天后在横须贺海军造船厂开建。爱宕号的龙骨于1921年11月22日在神户的川崎造船厂铺设，第4艘也是最后一艘的高雄号于1921年12月19日在长崎的三菱造船厂铺设龙骨。
1922年2月的《华盛顿海军条约》迫使该舰别取消建造，但最接近完工的两艘（天城号和赤城号），被条款允许从主力舰改装为航空母舰。然而，关东大地震对建造中的天城号舰体造成严重的压力损伤。由于龙骨结构损坏严重而无法使用，改建工作被迫放弃。天城号于1924年4月14日被从海军序列中除名，并出售拆解。另外两艘舰只，爱宕号和高雄号则于两年后的1924年7月31日正式取消建造，并在船台上就地拆解。赤城号建成为航空母舰并参加第二次世界大战，在中途岛海战中被击沉。
| 舰名   | 主炮                  | 装甲          | 排水量                   | 推进器                                                | 服役           | 服役               | 服役                                               |
| 舰名   | 主炮                  | 装甲          | 排水量                   | 推进器                                                | 龙骨敷设       | 交付日期           | 结局                                               |
| ------ | --------------------- | ------------- | ------------------------ | ----------------------------------------------------- | -------------- | ------------------ | -------------------------------------------------- |
| 天城号 | 10门16英寸（406）舰炮 | 10英寸（254） | 46,000長噸（46,738公噸） | 4具螺旋桨，蒸汽涡轮机，30節（56每小時；35英里每小時） | 1920年12月16日 | 1923年11月（计划） | 计划改建为航空母舰，因在地震中受损，取消建造并拆解 |
| 赤城号 | 10门16英寸（406）舰炮 | 10英寸（254） | 46,000長噸（46,738公噸） | 4具螺旋桨，蒸汽涡轮机，30節（56每小時；35英里每小時） | 1920年12月6日  | 1923年12月         | 改建成为航空母舰                                   |
| 爱宕号 | 10门16英寸（406）舰炮 | 10英寸（254） | 46,000長噸（46,738公噸） | 4具螺旋桨，蒸汽涡轮机，30節（56每小時；35英里每小時） | 1921年11月22日 | 1924年12月         | 取消建造并拆解                                     |
| 高雄号 | 10门16英寸（406）舰炮 | 10英寸（254） | 46,000長噸（46,738公噸） | 4具螺旋桨，蒸汽涡轮机，30節（56每小時；35英里每小時） | 1921年12月19日 | 1924年12月         | 取消建造并拆解                                     |

## B-64/B-65级设计案

B-65级巡洋舰设计案的线稿图

B-64级设计案原本是日本夜战部队的一部分，该部队设计将在夜幕的掩护下攻击敌方舰队的巡洋舰和驱逐舰外围防御圈。日本海军设想先由巡洋舰和驱逐舰在穿透敌方舰队防御圈，用鱼雷攻击敌方的战列舰。其余的敌舰则在第二天被随后的主力舰队消灭。而B-64级设计案就是为了在这些夜间袭击中支援轻巡洋舰和驱逐舰而设计的指挥舰。当日本方面了解到美国海军阿拉斯加级大型巡洋舰的规格后，这一策略发生了改变。设计案尺寸被扩大并更名为B-65级。此时该案的设计目的变成为对主战舰队进行掩护，以应对快速而重装的阿拉斯加级大型巡洋舰所造成的威胁。随着1940年战争临近，日本海军把造舰重点放在更实用和多用途的舰只上，比如航空母舰和巡洋舰。1942年日本在中途岛海战中的失败意味着该案舰只的计划被无限期推迟，而更重要的战略考虑使得舰只从未实际开展建造。
| 舰名                    | 主炮                   | 装甲           | 排水量                   | 推进器                                                       | 服役     | 服役           | 服役                       |
| 舰名                    | 主炮                   | 装甲           | 排水量                   | 推进器                                                       | 龙骨敷设 | 交付日期       | 结局                       |
| ----------------------- | ---------------------- | -------------- | ------------------------ | ------------------------------------------------------------ | -------- | -------------- | -------------------------- |
| 船厂编号795号（未命名） | 9门12.2英寸（310）舰炮 | 7.5英寸（191） | 34,000長噸（35,000公噸） | 4套齿轮传动式涡轮机，8个锅炉，34節（63每小時；39英里每小時） | —        | 1945年（计划） | 由于战争而没有正式下单建造 |
| 船厂编号796号（未命名） | 9门12.2英寸（310）舰炮 | 7.5英寸（191） | 34,000長噸（35,000公噸） | 4套齿轮传动式涡轮机，8个锅炉，34節（63每小時；39英里每小時） | —        | 1946年（计划） | 由于战争而没有正式下单建造 |

## 脚注

### 引文
1. ↑  Stille，第4頁
2. ↑  Evans and Peattie，第150頁
3. ↑  Stille，第7頁
4. ↑  Staff，第3頁
5. ↑  国际展望 2004.13，第46頁
6. ↑  国际展望 2004.04，第47頁
7. 1 2 3 4 5 6 7  Jackson，第48頁
8. 1 2 3 4 5 6 7 8 9 10 11 12  Gardiner and Gray，第235頁
9. ↑  Evans and Peattie，第360頁
10. 1 2 3 4  史蒂夫，第207頁
11. ↑  Jackson，第121頁
12. 1 2 3  Wheeler，第183頁
13. 1 2  Jackson，第129頁
14. ↑  Gröner，第ix頁
15. ↑  日本海人社，第24頁
16. 1 2  Gardiner and Gray，第234頁
17. ↑  Hackett, Robert; Kingsepp, Sander. . Combined Fleet. CombinedFleet.com. 2006-06-06  [2009-10-08]. （原始内容存档于2009-07-10）.
18. 1 2 3 4 5 6 7 8 9 10  福井静夫著作集第1巻 日本戦艦物語I，第213-234頁，金剛型の建造
19. 1 2 3 4  歴史群像太平洋戦史シリーズ21 金剛型戦艦，第71-83頁，「日本初の超弩級金剛型の誕生」
20. ↑  Parshall, Jon; Bob Hackett, Sander Kingsepp; Allyn Nevitt. . Combined Fleet - Kongo class.   [2014-04-12]. （原始内容存档于2011-03-05）.
21. 1 2 3 4 5 6  日本海人社，第134頁
22. ↑  Stille，第16頁
23. ↑  Stille，第16–17頁
24. 1 2 3  史蒂夫，第204頁
25. ↑  Whitley 1998，第182頁
26. ↑  Willmott，第56頁
27. ↑  Stille，第19頁
28. ↑  日本海人社，第135頁
29. ↑  McCurtie，第185頁
30. ↑  王早，第83頁
31. 1 2 3 4 5 6 7 8 9 10 11 12  Stille，第15頁
32. 1 2 3 4 5 6 7 8 9 10 11 12 13 14 15 16  Lengerer，第145頁
33. 1 2 3  歴史群像太平洋戦史シリーズ21 金剛型戦艦，插图
34. ↑  Schom，第417頁
35. 1 2  Stille，第20頁
36. ↑  大内、赤城・加賀 2014，第60-61頁第11図　巡洋戦艦「天城」級完成予想図
37. ↑  Gardiner and Gray，第224頁
38. 1 2  幕末以降帝国軍艦写真と史実p.116『赤城(あかぎ)【二代】|艦種 航空母艦|艦名考 初代赤城の項参照(p.45)。|艦歴 此の艦は巡洋戰艦として大正9年12月6日呉工廠に於いて起工の處、海軍々備制限に關する華府條約の結果に由り、同12年11月19日航空母艦に改造することと爲り、昭和2年3月25日竣工。｜要目 長232.56米|幅28.04米|吃水6.45米|排水量26.900噸|機關 タルビン艦本式罐19臺|馬力131,000|速力28.5|兵装 20cm砲10 12糎高角砲12|起工大正9-12-6|進水14-4-22|竣工昭和2-3-25|建造所 呉工廠』
39. 1 2  横須賀海軍工廠史(3)，第249頁(大正十年紀)「一、本年中主ナル艦船新造工事左ノ如シ …|訓令年月日|八、一一、一七| |工事名称|巡洋戦艦天城製造| |着手|九、一二、一六| |竣工|一〇、一一 建造中止|…
40. ↑  戦史叢書31海軍軍戦備1，第251頁
41. 1 2  軍艦天城愛宕高雄製造一件(製造取止め)(2)，第6-7頁
42. 1 2  軍艦天城愛宕高雄製造一件(製造取止め)(2)，第24-31頁
43. ↑  石橋、大口径艦載砲 2018，第218頁
44. ↑  大内、赤城・加賀 2014，第71-74頁
45. ↑  軍艦加賀を航空母艦に改造する件，第5頁
46. ↑  大内、赤城・加賀 2014，第74-75頁
47. 1 2  Stille，第8頁
48. ↑  決定版、日本の戦艦 2010，第76a-77頁「加賀」、「土佐」の建造と特徴
49. ↑  帝国軍艦発達 1937，第2頁「(前略)同會議當時は日英米共大艦を建造又は計畫中でありまして、我國では加賀、土佐を建造中であり、加賀は大正十一年に進水して居りますが、その後航空母艦に改造せられました。(以下略)」
50. ↑  達大正13年4月，第9頁達第四十一號　艦艇類別等級表中戰艦ノ欄ヨリ土佐、紀伊、尾張ヲ、巡洋戰艦ノ欄ヨリ天城、高雄、愛宕ヲ削除ス｜大正十三年四月十四日　海軍大臣 村上格一
51. ↑  海軍制度沿革巻八，第80頁大正十三年四月十四日(達四一)。
52. ↑  戦史叢書31海軍軍戦備1，第311頁
53. ↑  帝国軍艦廃棄処分，第11頁華府条約ニ基ク帝国海軍主力艦廃棄作業ノ概要｜天城|解体|横須賀工廠ニ於テ十三年七月十五日解体完了
54. ↑  横須賀海軍工廠史(3)，第373頁(大正十二年紀)「一、一月一八日建造中止ノ天城ヲ航空母艦ニ改造方著手ス」(中略)「一、十一月二日航空母艦ニ改造中ノ天城ハ船臺ニ於テ解體スル事トナリ同月十七日著手翌十三年七月十五日完了ス
55. 1 2 3  Gardiner and Gray，第235頁
56. ↑  帝国海軍の礎　八八艦隊計画，第94頁
57. ↑  帝国海軍の礎　八八艦隊計画，第100頁
58. ↑  海軍造船技術概要，第215頁
59. ↑  海軍造船技術概要，第217頁
60. ↑  決定版、日本の戦艦 2010，第105b頁
61. ↑  Evans and Peattie，第273–276頁
62. ↑  決定版、日本の戦艦 2010，第106a頁
63. ↑  Lacroix and Wells II，第606頁
64. ↑  Evans and Peattie，第359–360頁
65. ↑  決定版、日本の戦艦 2010，第105a-106頁戦艦に匹敵する"超甲級巡洋艦"計画
66. 1 2 3  Lacroix and Wells II，第829頁
67. 1 2 3  Garzke and Dulin，第84–85頁
68. 1 2 3  Jentschura，第40頁
69. 1 2 3 4 5  Garzke and Dulin，第86頁

### 期刊
- 王早. . 舰载武器. 2008, (1): 79–89  [2020-02-18]. ISSN 1671-3273. （原始内容存档于2021-03-11） （中文（中国大陆））.
- 邹宇. . 国际展望=World Outlook. 2004-02, (4): 44–53  [2020-04-15]. ISSN 1006-1568. （原始内容存档于2021-03-02） （中文（中国大陆））.
- 章骞. . 国际展望=World Outlook. 2004-07, (13): 46–55  [2020-04-15]. ISSN 1006-1568. （原始内容存档于2021-03-11） （中文（中国大陆））.

### 网站来源
- .   [2020-02-18]. （原始内容存档于2019-03-31）.
  - . Ref.C08050173900 （日语）.
  - . Ref.C04016182200 （日语）.
- 日本国立国会图书馆数字典藏 （页面存档备份，存于） - 國立國會圖書館
  - 海軍有終会編. . 海軍有終会. 1935-11  [2020-02-18]. （原始内容存档于2019-01-07） （日语）.
  - . Ref.C12070083400 （日语）.
  - . Ref.C11080414200 （日语）.
  - 山本開藏, , 造船協會, 1937-06  [2022-10-26], （原始内容存档于2022-02-27） （日语）
- . 新浪网. 《国际展望》杂志. 2005-02-13  [2020-04-15]. （原始内容存档于2021-03-02） （中文（中国大陆））.